# NGC 2227
NGC 2227 je galaksija u zviježđu Velikom psu.

## Vanjske poveznice
- SEDS: NGC 2227